# Takuto Niki
 Takuto Niki  nacido el 12 de octubre de 1987 (37 años) es un tenista profesional japonés.

## Carrera
Su mejor ranking individual es el N.º 425 alcanzado el 14 de julio de 2014, mientras que en dobles logró la posición 323 el 23 de julio de 2012.
No ha logrado hasta el momento títulos de la categoría ATP ni de la ATP Challenger Tour, aunque sí ha obtenido varios títulos Futures tanto en individuales como en dobles.